# ماموکا کیکالیشویلی
ماموکا کیکالیشویلی (گرجی: მამუკა კიკალეიშვილი؛ ۱۰ اوت ۱۹۶۰ – ۳ مهٔ ۲۰۰۰) کارگردان فیلم و بازیگر اهل کشور گرجستان بود.
از فیلم‌ها یا برنامه‌های تلویزیونی که وی در آن نقش داشته‌است می‌توان به گذرنامه اشاره کرد.